# Royal Court Theatre

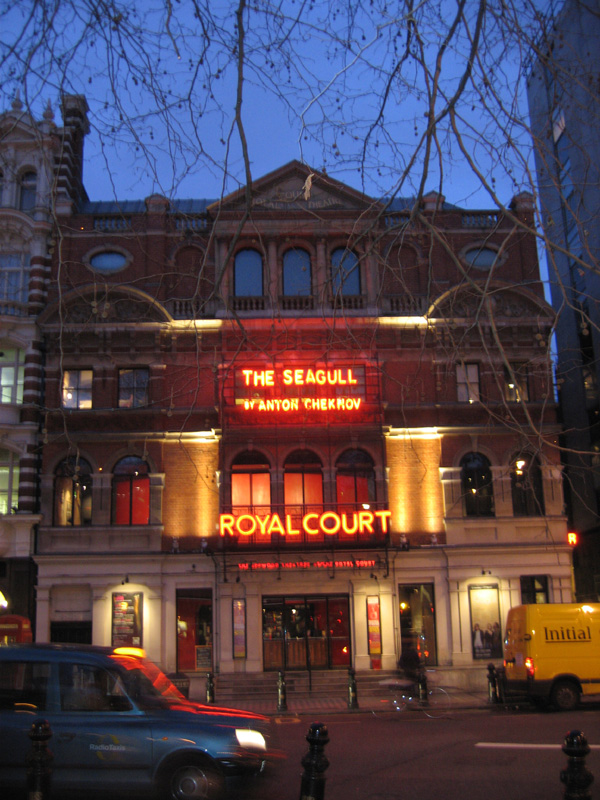
Fachada del Royal Court Theatre en 2007.

El Royal Court Theatre es un teatro británico de Londres, Inglaterra, ubicado en Sloane Square, en el barrio de Kensington y Chelsea. Es un teatro no comercial, cuyo objetivo principal es la promoción del teatro contemporáneo. Desde 1956, es propiedad de su compañía residente, the English Stage Company.

## Historia del edificio

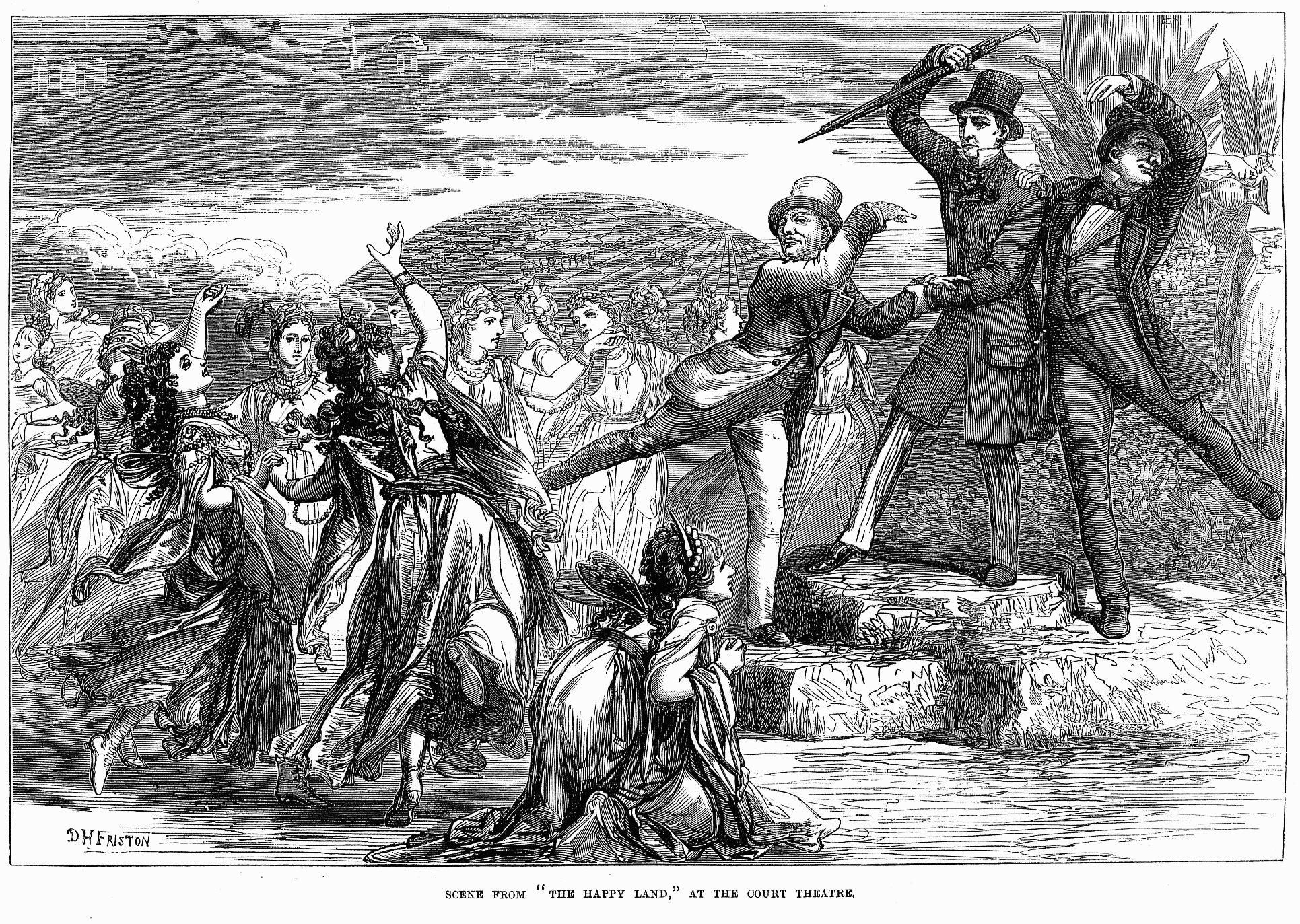
The Happy Land, Royal Court Theatre, ilustración del London News, 1873, W. S. Gilbert.

El edificio primitivo, el New Chelsea Theatre fundado en 1870, tomó el nombre de Court Theatre en 1871, con motivo de una primera remodelación interior. En 1882, su sala tenía un aforo de 728 butacas. El teatro fue derrumbado en 1887 y reconstruido en 1888 como el New Court Theatre, adoptando entonces el aspecto que se le conoce hoy en día.
Fue utilizado como cine de 1935 a 1940, fecha en la que los daños causados por los bombardeos de la Segunda Guerra Mundial obligaron a su cierre. Después de la contienda, se reconstruyó el interior del edificio reduciendo el aforo de la sala a menos de 500 butacas. El teatro reabrió sus puertas en 1952, y a los 4 años fue comprado por una compañía teatral recién creada, The English Stage Company.
En 1969, se habilitó un pequeño estudio con un aforo de 63 butacas, el Theatre Upstairs (la sala de arriba), por lo que la sala existente de 400 butacas pasó a llamarse el Theatre Downstairs (la sala de abajo).
A principios de los años 1990, el grave deterioro del edificio hizo que se contemplase su cierre en 1995. Gracias a una subvención del Arts Council for Redevelopment (Agencia Estatal para el Desarrollo de las Artes), las obras de remodelación del edificio empezaron en 1997.
El Royal Court se trasladó entonces al West End de Londres. El Theatre Downstairs fue realojado en el teatro Duke of York's, en la calle St Martin's Lane, y el Theatre Upstairs se mudó al teatro Ambassadors, en West Street. La actividad del English Stage Company, lejos de verse aminorada, se intensificó produciendo obras de autores de otros países. A pesar de sus notables éxitos, en 1998 el Royal Court se encontraba al borde de la quiebra. La Fundación Jerwood, salvó la empresa de la ruina con una inyección de 3 millones de libras esterlinas. La sede original fue totalmente reconstruida, conservándose solo su fachada y el pequeño Theatre Upstairs. El teatro reabrió en el año 2000. Consta de dos salas, el Jerwood Theatre Downstairs, de 380 butacas, y el Jerwood Theatre Upstairs, de 85 butacas.

## Crisol de la dramaturgia británica moderna
La historia del Royal Court Theatre propiamente dicho empieza en 1956, cuando The English Stage Company Limited, su denominación legal, inicia su andadura bajo la dirección artística de George Devine, asistido por Tony Richardson, por entonces su ayudante.
George Devine sentó las bases de la vocación del actual Royal Court. Estableciendo estrictos criterios de calidad, decidió producir nuevas obras que cualquier teatro comercial rechazaría. Aquel año, el éxito arrollador de la obra Look Back in Anger, escrita por un joven desconocido de 26 años, John Osborne, marcó un hito en la historia de teatro británico. Había nacido una nueva generación de dramaturgos, los Angry Young Men (jóvenes iracundos), que abrirían paso a lo que se ha denominado el "nuevo teatro británico". Para dar mayor protagonismo a los textos, las obras se representaban con gran economía de medios escénicos.
A lo largo de los años 1960, las obras críticas y no conformistas representadas en el Royal Court tuvieron que enfrentarse en numerosas ocasiones a la censura oficial operada por el Lord Chamberlain Office. Tal fue el caso de obras como A Patriot for Me, de John Osborne, y Saved y Early Morning, ambas de Edward Bond. En un contexto de marcados cambios sociales, los debates que suscitaban en la opinión pública las repetidas prohibiciones de textos programados por el Royal Court contribuyeron a la supresión del Lord Chamberlain Office en 1968.
Las primeras temporadas del Theatre Upstairs, inaugurado en 1969, dieron a conocer obras como The Rocky Horror Show, de Richard O' Brien, y Owners, ópera prima de la dramaturga Caryl Churchill que llegaría a escribir 17 obras para el Royal Court.
Los años 1960 y 1970 extendieron y consolidaron el renombre del Royal Court, sucediéndose los estrenos de obras que a los pocos años ya eran clásicos de la escena británica e internacional. Allí debutaron autores como Arnold Wesker, David Hare, Joe Orton, Ann Jellicoe, Sam Shepard y Mary O' Malley.
En 1966, se creó The Young People's Theatre (El Teatro de la Juventud), antecesor del actual Young Writers Programme, con el objetivo de producir obras de escritores menores de 25 años. Su primer festival, The Young Writers Festival (Festival de Jóvenes Escritores), tuvo lugar en 1973 y se sigue editando en la actualidad.
Las producciones del Royal Court se mantuvieron fieles a sus principios en los años 1980, un periodo difícil para el teatro de autor. En una década marcada por los recortes en las subvenciones, el incremento de los costes de producción y la competencia creciente de los musicales con grandes presupuestos y las comedias conformistas, el Royal Court siguió descubriendo y popularizando nuevas generaciones de dramaturgos que cuestionaban y desafiaban los pilares de la sociedad.
En la década siguiente, hasta se recuperó la energía innovadora que había caracterizado los años 1950, a pesar del traslado forzoso de la compañía por las obras de reconstrucción. Gracias al Royal Court, el mundo descubre las obras despiadadas y perturbadoras de Sarah Kane, Joe Penhall, Martin McDonagh and Mark Ravenhill.
Desde su reapertura en el año 2000, el Royal Court produce más obras nuevas que cualquier otro teatro del Reino Unido, y sigue siendo el escaparate de los clásicos de mañana.

## ElYoung Writers Programme
El Young Writers Programme es un conocido programa del Royal Court Theatre, dedicado a promocionar las obras de jóvenes autores y estimular la escritura dramática entre los jóvenes. Por medio de programas de intercambios, escritores prometedores de otros países pueden seguir talleres en el Royal Court. De la misma manera, jóvenes autores, directores y actores británicos pueden ser enviados al extranjero para formarse trabajando con artistas del mundo entero.
El Young Writers Programme tiene un programa de formación para autores de menos de 26 años que funciona todo el año, y que presenta una muestra de los mejores trabajos en su festival bienal, The Young Writers Festival (Festival de Jóvenes Escritores).

## Directores artísticos desde 1956
- 1956: La compañía teatral The English Stage Company se hace cargo del Royal Court Theatre bajo la dirección de George Devine y Tony Richardson
- 1965 - 1972 William Gaskill
- 1969: Se le unen Lindsay Anderson y Anthony Page
- 1972 - 1975 Oscar Lewenstein
- 1975 - 1977 Robert Kidd y Nicholas Wright
- 1977 - 1979 Stuart Burge
- 1979 - 1992 Max Stafford-Clark
- 1992 - 1998 Stephen Daldry
- 1998 - 2006 Ian Rickson
- 2007 - Dominic Cooke